# Сюпхан
Сюпхан або Сюпхандаг  (тур. Süphan Dağı, вір. Սիփան լեռ (Sipʰɑn lɛṙ), курд. Sîpana Xelatê) — згаслий стратовулкан, розташований у східній Туреччині, в безпосередній близькості від озера Ван. Останнє виверження вулкана за оцінками вчених відбулося близько 100 тис років тому (± 20 тис. років) . Сюпхан досягає висоти 4434 м над рівнем моря і є другим за величиною (після Арарату) вулканом в Туреччині. Розташований в зоні зіткнення Аравійської і Євразійської тектонічних плит, яке зумовлює сейсмічну і вулканічну активність регіону.